# Il ritorno di Arsenio Lupin (film)
Il ritorno di Arsenio Lupin (Signé Arsène Lupin) è un film del 1959 diretto da Yves Robert.
È il seguito de Le avventure di Arsenio Lupin del 1957.

## Trama
Al termine della Grande Guerra Arsenio Lupin si gode la convalescenza in un ospedale, dove è stato ricoverato dopo essere stato ferito sotto il nome di André Laroche; qui viene a trovarlo uno dei suoi vecchi collaboratori, La Ballu, ora autista di una nobildonna; l’uomo gli propone un colpo, sapendo di non esserne capace autonomamente: un furto ai danni di un ricco collezionista di arte fiamminga; Lupin rifiuta e torna alla sua vita quotidiana, nella casa di Parigi che il fidato servitore e complice Albert ha conservato in perfetto stato; riprende anche le proprie frequentazini nel bel mondo, in particolare con la baronessa Aurelia Valeano.
L’insistenza di La Ballu fa si che Lupin accetti di aiutarlo (forse più per curiosità che per guadagno); il ladro gentiluomo sabota le condutture che portano alla villa di Enghien (situata su un’isoletta in un lago), per versarci dentro un sonnifero. A sera i due si recano alla casa e cercano i dipinti, ma ad un certo punto La Ballu tramortisce Lupin e scappa; ripresosi, Lupin fa appena in tempo a capire che il complice cercava un solo dipinto in particolare, apparentemente dallo scarso valore, poi si finge un occupante della casa davanti ai poliziotti arrivati, per scappare subito dopo. Il giorno dopo i giornali riportano il furto e la scoperta della firma di Arsenio Lupin su un muro; Lupin fa il punto con Albert: è chiaro che La Ballu lo ha usato come capro espiatorio, ma non avendo questi l’intelligenza necessaria per un piano del genere ci deve essere qualcun altro dietro a lui.
Indagando sul quadro rubato, Lupin ne scopre l’origine e si mette alla ricerca di chi possieda altri pezzi dello stesso autore; va quindi a cena con un ricco collezionista, e mentre raccoglie informazioni questi viene avvisato da un servo che è stato derubato di alcuni quadri; girando la targa dell’auto dell’uomo, Lupin riesce a ritardarlo denunciandolo alla polizia per furto d’auto, così da arrivare per primo. Al palazzo Lupin si chiude nella stanza e sfoglia il libro con le foto dei quadri, prendendo quelle dei dipinti rubati, poi scappa. La mattina dopo, il quotidiano “Journal de Paris” riporta in prima pagina la notizia del furto attribuendolo a Lupin; l’articolo è firmato da un giornalista che si fa chiamare “Veritas” e da un po’ scrive su Lupin; il ladro gentiluomo è alquanto seccato dalla cosa. Confrontando i quadri Lupin nota che due di essi sono molto simili: entrambi dipingono due personaggi con lo stesso vestito, e soprattutto con la decorazione del Toson d’Oro; a questo punto, Lupin va a cercare informazioni alla fonte a Digione, paesino della Borgogna dove l’Ordine del Toson d'oro fu fondato nel 15° secolo.
Sul posto Lupin ha un’altra sorpresa: qualcuno sta già consultando gli archivi, un giovane di circa vent’anni o meno; seguendolo Lupin scopre che prende un treno per Firenze, quindi sale e si traveste da militare britannico; durante il pranzo attacca bottone con il ragazzo e lo fa bere un po’ per sciogliergli la lingua. Il giovane si chiama Isidore Beautrelet, è uno studente, nonché l’autore degli articoli firmati Veritas e la sua passione è comprendere Lupin! Isidore comincia ad avere dubbi sul suo interlocutore (dopo avere trovato un biglietto di Lupin nel suo libretto di appunti), ma nonostante ciò spiega che i due quadri rubati erano parte di un trittico, il cui terzo dipinto si trova a Palazzo Pitti; però la cosa veramente importante è che i soggetti ritratti erano i tesorieri dell’ordine!
Lupin accompagna Isidore a Palazzo Pitti, ma lì c’è la polizia italiana, e un funzionario dell’ambasciata francese lo informa che un quadro è stato rubato e un guardiano ucciso, poi insiste per portarlo all’ambasciata. Isidore saluta quindi Lupin, che lo segue su un’altra carrozza. Arrampicandosi sui tetti, Lupin arriva vicino agli uffici del console e origlia una conversazione tra un generale e il console stesso, oltre a quella successiva con Isidore.
Il tesoro dell’Ordine del Toson d’Oro era rimasto in Borgogna per secoli, ma il segreto era uscito dalla famiglia dei duchi di Borgogna: nel 15° secolo una duchessa di Borgogna sposò un nobile della casata Asburgo, perciò l’ordine divenne austriaco; in seguito la duchessa morì, e il territorio divenne francese sotto re Luigi XI; paradossalmente il tesoro era in Francia però il segreto era in Austria, trasmesso da padre in figlio nella famiglia imperiale. La dinastia Asburgo si è estinta durante la guerra con Francesco Giuseppe, ma qualcuno ha saputo da lui il segreto e sta cercando il tesoro. Il generale spiega a Isidore che il capo della banda colpevole dei furti è una nobildonna ungherese o romena (quindi proveniente dal disciolto impero austro-ungarico), descrizione che ricorda a Lupin Aurelia Valeano, vista su un treno Roma-Parigi che aveva incrociato il suo quella stessa mattina. Il generale è convinto che Lupin sia complice della donna, ma Isidore è certo che Lupin non sia in combutta con lei, perché l’ultimo furto è costato la vita ad un uomo, e Lupin non uccide mai. Scopre appositamente il nascondiglio di Lupin dietro una persiana, ma il ladro conserva il suo sangue freddo e riesce a fuggire.
Lupin telefona ad Albert, ordinandogli di bloccare il convoglio Roma-Parigi a Chambéry (sul confine franco-italiano); Albert si procura una bomba nell’arsenale del padrone e la mette in una valigia, mentre Lupin si procura un’auto veloce e guida spericolato per inseguire il treno; Albert raggiunge la stazione poco prima che il treno riparta e sabota la locomotiva, dando a Lupin il tempo necessario; il ladro sale sul treno e trova la baronessa Aurelia, e passa con lei la notte; durante il sonno, la donna controlla che il ladro non faccia niente, ma Lupin finge di dormire e cerca il quadro con una sola mano, spostandolo; a mattina si scontra con La Ballu (che è ufficialmente l’autista della baronessa) e lo sconfigge, ma viene tramortito da Aurelia. Tuttavia il quadro è ancora nel punto dove lo aveva spostato.
Intanto Isidore è tornato a Parigi, e dichiara ai giornalisti che non ha intenzione di occuparsi ancora della faccenda, ma in segreto tiene d’occhio i giornali e scopre del treno e del suo ritardo; parla quindi con il capotreno e riesce a rintracciare l’indirizzo parigino di Lupin. Isidore ignora di essere seguito passo passo dalla polizia agli ordini dell’ispettore Béchoux.
La Ballu va una sera in ricognizione alla casa, e Lupin gli spara addosso; capito l’avvertimento, Aurelia telefona a Lupin per accordarsi, e va da lui con La Ballu; i due esaminano i tre quadri e scoprono che vanno sistemati in una certa posizione per formare un dipinto nel dipinto; qui è mostrato un castello della Borgogna; altri particolari formano un rebus che spiega come trovare il nascondiglio, legato ad una meridiana che dovrà essere osservata alle 4:00. Il ladro e la baronessa si accordano per dividere a metà, ma intanto Isidore è arrivato a casa Laroche e gli uomini di Béchoux circondano l’isolato; Lupin manda avanti Albert a segnalare se la via è libera, e vistosi scoperto apre l’uscita d’emergenza; tuttavia quando fa per entrare, La Ballu (entrato prima con Aurelia) gli spara costringendolo a restare. Lupin resta quindi in casa e si fa arrestare.
In cella riceve la visita del generale, il quale è stato incaricato di recuperare il tesoro perché la guerra è stata molto costosa e ha dissanguato le finanze statali; promette di intervenire presso la giustizia per abbreviare la sua prigionia, o allungarla se restasse dalle parte degli austriaci; Lupin prende tempo adescandolo: promette di parlare solo con il presidente del consiglio, e afferma che i suoi rivali non possono ormai fare niente (essendo ormai le 4:30 passate)! Il generale va quindi dal presidente e lo convince, ma Lupin è già evaso con l’aiuto di Albert (fattosi assumere come guardiano).
Al castello Aurelia Valeano e La Ballu aspettano la mattina accampati; durante la notte però Lupin tramortisce La Ballu con una fionda e lo lega; non ha spiegato ad Aurelia che le meridiane funzionano anche di notte, grazie alla luce della Luna! Alle 4 del mattino l’ombra illumina un punto dove si trova un pulsante; premendolo si gira il montone sopra l’asta, e guardandoci dentro si vede un punto specifico del muro; lì c’è un congegno che apre una botola là vicino, dove Lupin trova un forziere. La mattina dopo, Aurelia si sveglia e trova il forziere vuoto con una rosa e un biglietto di Lupin.
Salutata da lontano Aurelia, Lupin si reca al suo aereo (con cui aveva coperto in poco tempo la distanza di 300 km da Parigi al castello) e scopre che Isidore si era nascosto dentro per tentare di sorprendere il ladro; lusingato dalla sua ammirazione e dalla sua tenacia, Lupin tiene per sé alcuni dei pezzi più pregiati e incarica Isidore di consegnare alle autorità il resto, poi decolla e parte mentre Isidore lo saluta commosso ma felice.

## Luoghi delle riprese
Tra i luoghi scelti per le riprese vi è Firenze; in particolare vengono ripresi Palazzo Vecchio, la Fontana del Nettuno, l'Ercole e Caco e Ponte Vecchio.

## Distribuzione
Il film uscì in Francia l'11 novembre 1959; in Italia il 20 gennaio 1960.

## Curiosità
La storia raccontata dal generale sui duchi di Borgogna è parzialmente vera; il Ducato di Borgogna fu fondato dal re Giovanni il Buono, quando questi assegnò il territorio al suo quarto figlio Filippo l'Ardito, fondatore della dinastia dei Valois (che regnò lì fino al 1476). Il suo ultimo discendente maschio fu Carlo il Temerario, morto in battaglia lasciando un'unica figlia, Maria, che aveva sposato anni prima Massimiliano I d'Asburgo, imperatore del Sacro Romano Impero.